# Ангіостронгільоз
Ангіостронгільоз (Angiostrongylidosis) — зоонозний, природно-антропургічний гельмінтоз, що характеризується ураженням головного мозку.

## Етіологія
Збудники — нематоди Angiostrongylus cantonensis та Angiostrongylus costaricensis — паразити пацюків. Дорослі гельмінти можуть сягати до 25 мм завдовжки. Дорослі особни часто зустрічаються в тканинах легеневої артерії та правого шлуночка гризунів. Самка відкладає яйця, які розвиваються до стадії личинок, після чого проникають у кровоносні судини легень. Там личинки продовжують рости і надалі потрапляють з дихальної системи в глотку, звідки в шлунково-кишковий тракт, виходять з організму з випорожненнями. З ними личинки можуть потрапити до проміжного хазяїна, наприклад, молюска. В їх організмі личинки проходять другий та третій етапи розвитку.

## Епідеміологічні особливості

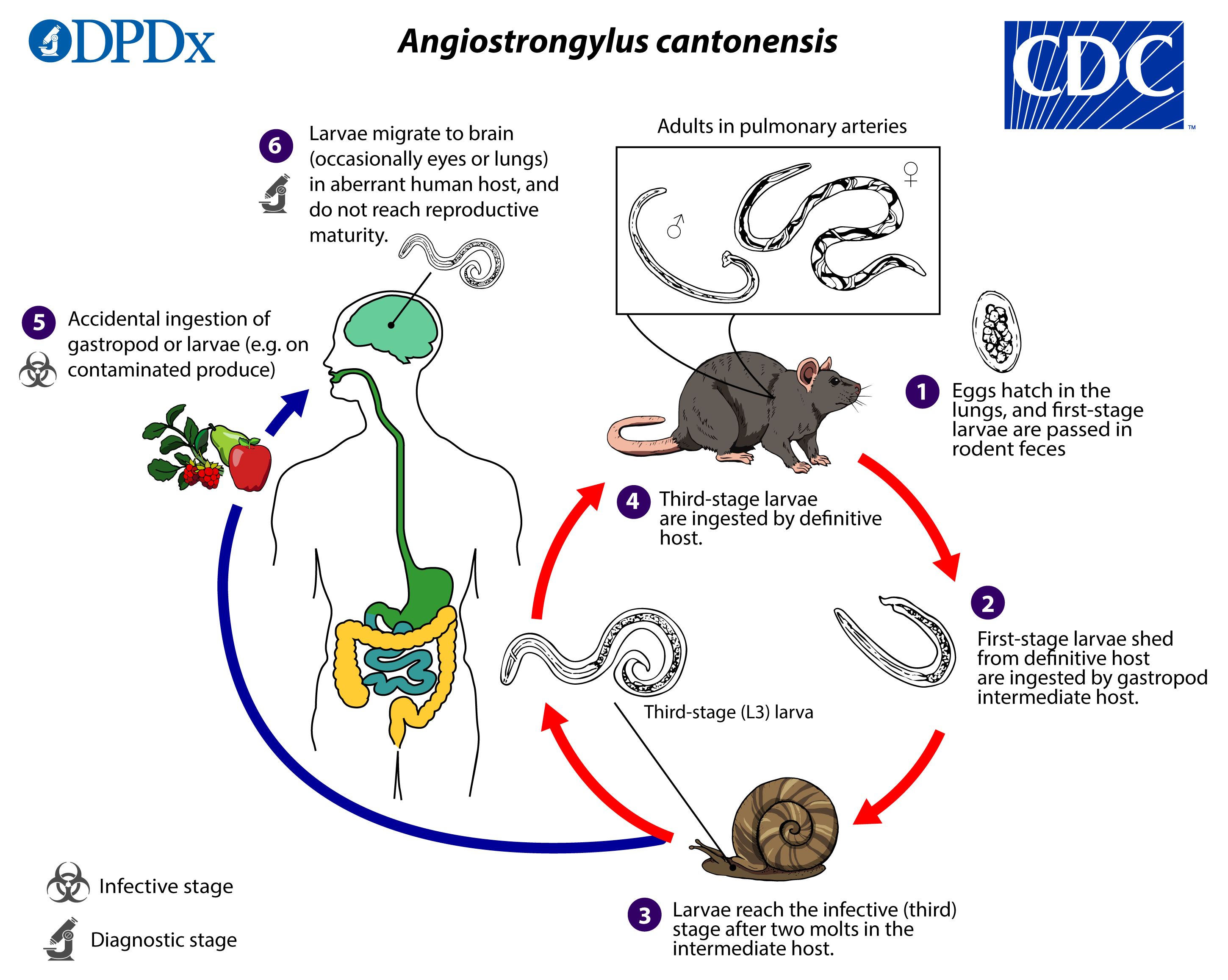
Життєвий цикл Angiostrongylus cantonensis

Личинки гельмінта виділяються у довкілля з калом. Проміжні хазяї — прісноводні та наземні молюски, резервуарні хазяї (загалом не потрібні для розвитку паразита, але можуть передати гельмінта людям) — креветки і краби. Людина — вторинний хазяїн гельмінта та не є джерелом інфекції.
Захворювання поширене в багатьох країнах Південно-Східної та Східної Азії (В'єтнам, Таїланд, Малайзія, Індонезія, Китай, Японія, Філіппіни), в Австралії, на Гаваях, Центральній і Південній Америці (Куба, Пуерто-Рико, Бразилія), на Мадагаскарі, в Єгипті.
Людина інфікується при вживанні сирих або недоварених равликів або інших хазяїв-переносників (деяких крабів і прісноводних креветок), також випадково при вживанні слизнів чи слимаків, у яких відсутня зовнішня раковина, із салатами, овочами, ягодами. Залишається нез'ясованим, чи може забруднення овочів личинками (наприклад, слизом равликів або слимаків, які повзають по їжі) спричинити зараження. Природна сприйнятливість людини висока.

## Патогенез
При потраплянні в шлунково-кишковий тракт інвазовані личинки розвиваються в дорослих гельмінтів, які проникають у товсту кишку, мезентеріальні кровоносні судини, брижові лімфтичні вузли. Зрілі самки виділяють яйця, які накопичуються в області іліоцекального кута та в апендиксі, іноді потрапляють у печінку. Дорослі гельмінти та яйця можуть бути причиною утворення тромбів та гранульоматозних реакцій з еозинофільною імбібіцією стінки кишки.
Гельмінт також спричинює еозинофільні менінгоенцефаліти. Нерідко личинок знаходять в спинному і головному мозку, передній камері ока.
Проникнувши в центральну нервову систему, паразити з часом гинуть. Однак вони встигають спричинити патологічні зміни, які у тяжких випадках стають причиною стійких неврологічних порушень і навіть смерті. Міграція личинок супроводжується протеолізом, формуванням еозинофільних інфільтратів і крововиливами. Надалі навколо загиблих паразитів утворюються осередки некрозу і гранулематозного запалення.

## Клінічні прояви
Інкубаційний період триває від 3 до 36 діб. У переважної кількості пацієнтів він становить від 6 до 25 днів, в середньому — 16 днів. Характерний сильний головний біль (з раптовим або поступовим початком), яка може локалізуватися в області чола, потилиці або чола. Відзначаються також нудота, блювання, парестезії, менінгеальні симптоми. Зрідка спостерігаються гарячка, температура тіла підвищується до 38 — 39 ° С. Іноді відбувається ураження окорухових і інших черепних нервів, епілептичні напади, паралічі, сплутаність свідомості. Часто розвивається сонливість. Такий стан може тривати до 4 тижнів. Іноді збудник може попадати із мозку в око, в такому випадку відмічається біль в орбіті та можливе порушення зору.

## Діагностика
Лабораторна діагностика здійснюється шляхом морфологічних досліджень, виявлення яєць, личинок та зрілих гельмінтів у тканинах.
Також для діагностики використовується імуноферментний аналіз (ІФА), при застосуванні якого в сироватці крові визначаються антитіла проти антигену гельмінта. Результати вважаються позитивними, якщо рівень антитіл більш ніж у два рази перевищує норму.
У хворих на церебральний ангіостронгільоз проводиться люмбальна пункція. При цьому відмічається підвищення тиску ліквору, цитоз (кількість клітин) — 150—2000 в мкл. Є збільшення відносної кількості еозинофілів більше 20 %. Рівень білка незначно підвищений, глюкози — в нормі. Іноді можливо виявити рухливих личинок гельмінта.

## Лікування
Призначається мебендазол одноразово в дозі 0,5 г. Хворим з неврологічними проявами призначають ще й анальгетики та в тяжких випадках глюкокортикостероїди.

## Профілактика
В ендемічних районах слід проводити достатню термічну обробку молюсків, крабів, креветок, які застосовуються в їжу
людини, своєчасно виявляти та лікувати хворих.